# Irlande au Concours Eurovision de la chanson 1972
L'Irlande a participé au Concours Eurovision de la chanson 1972 le 25 mars à Édimbourg. C'est la 8e participation de l'Irlande au Concours Eurovision de la chanson.
Le pays est représenté par la chanteuse Sandie Jones et la chanson Ceol an Ghrá (en), sélectionnées par RTÉ au moyen d'une finale nationale.

## Sélection

### Eurosong 1972
Le radiodiffuseur irlandais Raidió Teilifís Éireann (RTÉ) organise une finale nationale, pour sélectionner l'artiste et la chanson représentant l'Irlande au Concours Eurovision de la chanson 1972.
La finale nationale irlandaise a lieu le 13 février 1972.

#### Finale
Dix chansons ont participé à cette sélection. Les différentes chansons sont interprétées en anglais et en irlandais, langues officielles de l'Irlande.
| Ordre | Artiste      | Chanson           | Langue    | Traduction            | Points | Place |
| ----- | ------------ | ----------------- | --------- | --------------------- | ------ | ----- |
| 2     | Sandie Jones | Ceol an Ghrá (en) | Irlandais | La musique de l'amour | 30     | 1     |

Lors de cette sélection, c'est la chanson Ceol an Ghrá (en) interprétée par Sandie Jones qui fut choisie. C'est la première fois qu'une chanson en irlandais représente l'Irlande à l'Eurovision.
Le chef d'orchestre sélectionné pour l'Irlande à l'Eurovision 1972 est Colman Pearce.

## À l'Eurovision
Chaque pays a un jury de deux personnes. Chaque juré attribue entre 1 et 5 points à chaque chanson.

### Points attribués par la Irlande
| 9 points | Luxembourg                                    |
| 8 points | Pays-Bas                                      |
| 7 points | Portugal                                      |
| 6 points | Allemagne Autriche Norvège Royaume-Uni Suisse |
| 5 points | Espagne France Suède Yougoslavie              |
| 4 points | Belgique Malte Monaco                         |
| 3 points | Italie Finlande                               |

### Points attribués à la Irlande
| 10 points                   | 9 points                                                             | 8 points                                            | 7 points | 6 points                       |
| --------------------------- | -------------------------------------------------------------------- | --------------------------------------------------- | -------- | ------------------------------ |
|                             |                                                                      |                                                     |          | - Luxembourg - Malte - Norvège |
| 5 points                    | 4 points                                                             | 3 points                                            | 2 points |                                |
| - Monaco - Pays-Bas - Suède | - Allemagne - Autriche - Belgique - Espagne - Portugal - Royaume-Uni | - Finlande - France - Italie - Suisse - Yougoslavie |          |                                |

Sandie Jones interprète Ceol an Ghrá en troisième position lors de la soirée du concours, suivant la France et précédant l'Espagne.
Au terme du vote final, l'Irlande termine 15e sur 18 pays participants, ayant reçu 72 points au total,.